# Trevor Ravenscroft
Trevor Ravenscroft (1921-1989) es un escritor británico conocido por su libro sobre la Lanza Sagrada The Spear of Destiny, que fue un superventas.

## Obras
- The Spear of Destiny
- The Mark of the Beast: The Continuing Story of the Spear of Destiny, con Tim Wallace-Murphy
- The Cup of Destiny